# Euphaedra pholus
Euphaedra pholus är en fjärilsart som beskrevs av Hoeven 1840. Euphaedra pholus ingår i släktet Euphaedra och familjen praktfjärilar. Inga underarter finns listade i Catalogue of Life.